# Spilarctia toxopei
Spilarctia toxopei là một loài bướm đêm thuộc phân họ Arctiinae, họ Erebidae.